# Shan Xiaona
Shan Xiaona (chinesisch 單曉娜 / 单晓娜, Pinyin Shàn Xiǎonà, * 18. Januar 1983 in Liaoning, Volksrepublik China) ist eine deutsche Tischtennisspielerin chinesischer Herkunft. Sie wurde 2021 mit Petrissa Solja Doppel-Europameisterin, 2013, 2014 und 2015 mit der deutschen Mannschaft und gewann 2013 und 2021 EM-Einzel-Silber sowie 2013 und 2016 im EM-Doppel-Silber. 2016 errang sie bei den Olympischen Spielen die Silbermedaille im Teamwettbewerb.

## Werdegang
Shan Xiaona spielt mit der Schlägerhaltung Penholder mit einem Belag mit kurzen Noppen außen. Sie kam auf Vermittlung des Busenbacher Trainers Liu Liping 2005 nach Deutschland und schloss sich hier dem Bundesligaverein TV Busenbach an. In den folgenden Jahren nahm sie an mehreren ITTF-Pro-Tour-Turnieren teil, allerdings unter der Flagge Singapurs. 2010 wechselte sie zum FSV Kroppach, im September 2012 erhielt sie die deutsche Staatsbürgerschaft. Seitdem ist sie für die deutsche Nationalmannschaft spielberechtigt. Sie darf bei Europameisterschaften und Olympischen Spielen eingesetzt werden, die Spielberechtigung für Weltmeisterschaften wurde vom Weltverband ITTF bestritten. 2018 entschärfte der ITTF-Kongress diese Bestimmung. Demnach galt nun lediglich eine Sperrfrist von neun Jahren. Somit ist Shan Xiaona seit der WM 2022 spielberechtigt.
In der Weltrangliste kehrte Shan im Dezember 2012 in die Top 100 zurück, zu denen sie unter der Flagge Singapurs bereits gehört hatte. Im Januar 2013 bestritt sie ihr erstes Länderspiel für Deutschland. Dabei gewann sie gegen die Rumänin Camelia Postoaca mit 3:0. Anfang März wurde sie in Bamberg Deutsche Meisterin im Einzel, sie besiegte im Endspiel Zhenqi Barthel mit 3:2. Im Doppel wurde sie mit ihrer Partnerin Zhenqi Barthel Zweite. 2014 verteidigte sie den Titel im Einzel, und gewann mit Kristin Silbereisen auch den Doppelwettbewerb.
Da Kroppach am Ende der Saison 2012/13 seine Mannschaft aus der Bundesliga zurückzog, wechselte Shan Xiaona zu ttc berlin eastside. Bei der Europameisterschaft 2013 in Schwechat holte sie mit der deutschen Mannschaft den Titel. Im Einzel gewann sie die Silbermedaille: Nachdem sie im Halbfinale Teamkollegin Han Ying besiegt hatte, unterlag sie im Endspiel der Schwedin Li Fen. Auch im Doppel erreichte sie den zweiten Platz; mit Zhenqi Barthel unterlag sie wie schon bei den Deutschen Meisterschaften dem Duo Petrissa Solja/Sabine Winter. Seit Juli 2013 stand sie erstmals in den Top 50 der Weltrangliste.
Bei der Europameisterschaft 2014 in Lissabon holte sie mit dem deutschen Team erneut den Titel. Dabei gewann sie ihre vier Spiele alle im entscheidenden fünften Satz. In diesem Jahr gewann sie zudem die German Open im Einzel, holte damit ihren ersten Titel auf der World Tour und qualifizierte sich sowohl im Einzel als auch im Doppel mit Petrissa Solja zum ersten Mal für die Grand Finals, wo sie aber jeweils in der ersten Runde im Entscheidungssatz unterlag. Bei den Europaspielen 2015 holte sie Mannschaftsgold, zusammen mit Han Ying und Petrissa Solja, genauso wie bei der Europameisterschaft 2015 in Jekaterinburg. Im Doppel mit Solja gewann Shan die German und Austrian Open, bei den Grand Finals Ende des Jahres schied sie aber wieder in beiden Wettbewerben in der ersten Runde aus. Bei den Olympischen Spielen 2016 gewann sie mit der Mannschaft die Silbermedaille nach einem 3:2-Sieg gegen Japan im Halbfinale und einer 0:3-Niederlage im Finale gegen das chinesische Team. Im gleichen Jahr wurde sie zusammen mit Petrissa Solja Vize-Europameisterin im Doppel. Im Einzel schied sie wie im Vorjahr im Achtelfinale aus. Zudem gelang zwar zum dritten Mal in Folge im Einzel und Doppel die Qualifikation für die Grand Finals, zum dritten Mal in Folge bedeutete aber die erste Runde das Aus.
2017 schlug Shan bei den Qatar Open unter anderem die Weltranglistenzweite Zhu Yuling und kam ins Halbfinale, wodurch sie im März in der Weltrangliste mit Platz 12 eine neue Bestmarke erreichte. Zudem gewannen sie und Petrissa Solja den Doppelwettbewerb der Korea Open. Bei der Team-EM gewann sie mit der deutschen Mannschaft überraschend nur Silber, bei den Grand Finals nahm sie diesmal nur im Einzel teil und schied in der ersten Runde gegen Chen Xingtong aus. Nachdem sie infolge der Geburt ihrer Tochter 2018 keine internationalen Turniere bestritten hatte und in der Weltrangliste weit zurückgefallen war, kehrte sie 2019 zurück und holte mit der deutschen Mannschaft Gold bei den Europaspielen, zusammen scheiterte man bei der Europameisterschaft wenige Monate später aber überraschend im Viertelfinale an Portugal.
2021 wurde sie Europameisterin im Doppel und gewann im Einzel nach einer Finalniederlage gegen ihre Doppelpartnerin Petrissa Solja Silber. Bei den Olympischen Spielen erreichte Shan als Teil des deutschen Tischtennisteams den vierten Platz im Mannschaftswettbewerb. Im Jahr darauf holte sie EM-Bronze im Einzel, zudem konnte sie zum ersten Mal an der Team-WM teilnehmen und erreichte mit Deutschland das Halbfinale. 2023 gewann sie mit der Mannschaft Silber bei den Europaspielen und den Europameistertitel in Malmö.

## Privat
Shan Xiaona wohnt in Düsseldorf und ist mit Zhang Yong verheiratet, einem Trainer in der Chinesischen Super League. Seit 2017 studiert sie an der Universität Shanghai Sports Humanities and Sociology. Für chinesische Bürger ist es sehr schwer, dort angenommen zu werden, doch Shan Xiaona galt mit ihrem deutschen Pass als Ausländerin und musste daher lediglich chinesische Sprachkenntnisse nachweisen. Im Juli 2018 wurde sie Mutter einer Tochter.

## Turnierergebnisse
Quelle: ITTF-Datenbank
| Verband | Veranstaltung           | Jahr | Ort            | Land | Einzel        | Doppel        | Mixed      | Team          |
| ------- | ----------------------- | ---- | -------------- | ---- | ------------- | ------------- | ---------- | ------------- |
| GER     | Europameisterschaft     | 2023 | Malmö          | SWE  |               |               |            | Gold          |
| GER     | Europameisterschaft     | 2022 | München        | GER  | Halbfinale    |               |            |               |
| GER     | Europameisterschaft     | 2020 | Warschau       | POL  | Silber        | Gold          |            |               |
| GER     | Europameisterschaft     | 2019 | Nantes         | FRA  |               |               |            | Viertelfinale |
| GER     | Europameisterschaft     | 2017 | Luxemburg      | LUX  |               |               |            | Silber        |
| GER     | Europameisterschaft     | 2016 | Budapest       | RUS  | Achtelfinale  | Silber        |            |               |
| GER     | Europameisterschaft     | 2015 | Jekaterinburg  | RUS  | Achtelfinale  | Viertelfinale |            | Gold          |
| GER     | Europameisterschaft     | 2014 | Lissabon       | POR  |               |               |            | Gold          |
| GER     | Europameisterschaft     | 2013 | Schwechat      | AUT  | Silber        | Silber        |            | Gold          |
| GER     | Europe Top 16           | 2025 | Montreux       | SUI  | Halbfinale    |               |            |               |
| GER     | Europe Top 16           | 2024 | Montreux       | SUI  | Achtelfinale  |               |            |               |
| GER     | Europaspiele            | 2023 | Krakau         | POL  |               |               |            | Silber        |
| GER     | Europaspiele            | 2019 | Minsk          | BLR  |               |               |            | Gold          |
| GER     | Europaspiele            | 2015 | Baku           | AZE  |               |               |            | Gold          |
| GER     | Olympische Spiele       | 2024 | Paris          | FRA  | letzte 64     |               |            | 4. Platz      |
| GER     | Olympische Spiele       | 2021 | Tokio          | JPN  |               |               |            | 4. Platz      |
| GER     | Olympische Spiele       | 2016 | Rio de Janeiro | BRA  |               |               |            | Silber        |
| GER     | Challenge Series        | 2020 | Granada        | ESP  | Halbfinale    | Halbfinale    |            |               |
| GER     | WTT Series (Contender)  | 2024 | Rio de Janeiro | BRA  | Halbfinale    | Viertelfinale |            |               |
| GER     | WTT Series (Contender)  | 2023 | Durban         | RSA  | Viertelfinale | Achtelfinale  | Halbfinale |               |
| GER     | WTT Series (Contender)  | 2022 | Zagreb         | HRV  | Halbfinale    | Silber        |            |               |
| GER     | World Tour              | 2017 | Incheon        | KOR  | Achtelfinale  | Gold          |            |               |
| GER     | World Tour              | 2017 | Doha           | QAT  | Halbfinale    | Achtelfinale  |            |               |
| GER     | World Tour              | 2016 | Budapest       | HUN  | Achtelfinale  | Halbfinale    |            |               |
| GER     | World Tour              | 2015 | Wels           | AUT  | letzte 32     | Gold          |            |               |
| GER     | World Tour              | 2015 | Incheon        | KOR  | Halbfinale    |               |            |               |
| GER     | World Tour              | 2015 | Zagreb         | CRO  | Silber        | Halbfinale    |            |               |
| GER     | World Tour              | 2015 | Bremen         | GER  | Achtelfinale  | Gold          |            |               |
| GER     | World Tour              | 2014 | Jekaterinburg  | RUS  | Halbfinale    | Achtelfinale  |            |               |
| GER     | World Tour              | 2014 | Olmütz         | CZE  | letzte 64     | Silber        |            |               |
| GER     | World Tour              | 2014 | Magdeburg      | GER  | Gold          | Halbfinale    |            |               |
| GER     | World Tour              | 2014 | Doha           | QAT  | letzte 64     | Halbfinale    |            |               |
| GER     | World Tour              | 2013 | Dubai          | UAE  |               | Halbfinale    |            |               |
| GER     | World Tour              | 2013 | Berlin         | GER  | letzte 64     |               |            |               |
| GER     | World Tour              | 2013 | Spala          | POL  | letzte 64     | Silber        |            |               |
| GER     | World Tour              | 2013 | Olmütz         | CZE  | Viertelfinale |               |            |               |
| GER     | World Tour              | 2013 | Yokohama       | JPN  | Achtelfinale  | Viertelfinale |            |               |
| GER     | World Tour              | 2013 | Changchun      | CHN  | Achtelfinale  | Viertelfinale |            |               |
| GER     | World Tour              | 2013 | Doha           | QAT  | Achtelfinale  | Silber        |            |               |
| GER     | World Tour              | 2013 | Wels           | AUT  | letzte 64     | Viertelfinale |            |               |
| GER     | World Tour              | 2012 | Poznań         | POL  | Achtelfinale  | Achtelfinale  |            |               |
| GER     | World Tour              | 2012 | Bremen         | GER  | Viertelfinale |               |            |               |
| SIN     | Pro Tour                | 2007 | Bremen         | GER  | letzte 64     |               |            |               |
| SIN     | Pro Tour                | 2007 | Toulouse       | FRA  | letzte 64     | Achtelfinale  |            |               |
| SIN     | Pro Tour                | 2007 | Wels           | AUT  | letzte 32     | Viertelfinale |            |               |
| SIN     | Pro Tour                | 2007 | Nanjing        | CHN  | letzte 32     | Achtelfinale  |            |               |
| SIN     | Pro Tour                | 2007 | Velenje        | SVN  | letzte 64     |               |            |               |
| SIN     | Pro Tour                | 2007 | Zagreb         | HRV  | letzte 32     | Halbfinale    |            |               |
| SIN     | Pro Tour                | 2006 | Bayreuth       | GER  | Viertelfinale | Viertelfinale |            |               |
| GER     | World Tour Grand Finals | 2017 | Astana         | KAZ  | Achtelfinale  |               |            |               |
| GER     | World Tour Grand Finals | 2016 | Doha           | QAT  | Achtelfinale  | Viertelfinale |            |               |
| GER     | World Tour Grand Finals | 2015 | Lissabon       | POR  | Achtelfinale  | Viertelfinale |            |               |
| GER     | World Tour Grand Finals | 2014 | Bangkok        | THA  | Achtelfinale  | Viertelfinale |            |               |
| GER     | Weltmeisterschaft       | 2025 | Doha           | QAT  | letzte 128    | Achtelfinale  |            |               |
| GER     | Weltmeisterschaft       | 2024 | Busan          | KOR  |               |               |            | Viertelfinale |
| GER     | Weltmeisterschaft       | 2023 | Durban         | RSA  | letzte 32     | Achtelfinale  | letzte 64  |               |
| GER     | Weltmeisterschaft       | 2022 | Chengdu        | CHN  |               |               |            | Halbfinale    |
| GER     | Weltmeisterschaft       | 2021 | Houston        | USA  | letzte 32     | Achtelfinale  |            |               |
| GER     | World Cup               | 2025 | Macau          | MAC  | 33.–48. Platz |               |            |               |
| GER     | World Cup               | 2024 | Macau          | MAC  | 33.–48. Platz |               |            |               |